# Natação no Campeonato Europeu de Esportes Aquáticos de 2018 - 200 m livre masculino
A prova dos 200 metros livre masculino da natação no Campeonato Europeu de Esportes Aquáticos de 2018 ocorreu nos dias 6 e 7 de agosto no Tollcross International Swimming Centre, em Glasgow no Reino Unido. 

## Calendário
| Fase          | Data        | Hora  |
| ------------- | ----------- | ----- |
| Eliminatórias | 6 de agosto | 09:30 |
| Semifinal     | 6 de agosto | 17:21 |
| Final         | 7 de agosto | 17:32 |

Todos os horários estão no horário local (UTC+0)

## Recordes
Antes desta competição, os recordes eram os seguintes:
|                       | Nadador                   | Tempo   | Local  | Data                |
| --------------------- | ------------------------- | ------- | ------ | ------------------- |
| Recorde mundial       | Paul Biedermann           | 1:42.00 | Roma   | 28 de julho de 2009 |
| Recorde europeu       | Paul Biedermann           | 1:42.00 | Roma   | 28 de julho de 2009 |
| Recorde do campeonato | Pieter van den Hoogenband | 1:44.89 | Berlim | 2 de agosto de 2002 |

## Medalhistas
| Ouro               | Prata              | Bronze                  |
| Duncan Scott (GBR) | Danas Rapšys (LTU) | Mikhail Dovgalyuk (RUS) |

## Resultados

### Eliminatórias
Esses foram os resultados das eliminatórias. 
| Pos. | Bateria | Raia | Nadador                   | Nacionalidade | Tempo   | Notas |
| ---- | ------- | ---- | ------------------------- | ------------- | ------- | ----- |
| 1    | 7       | 4    | Danas Rapšys              | Lituânia      | 1:46.55 | Q     |
| 2    | 7       | 3    | Mikhail Vekovishchev      | Rússia        | 1:46.67 | Q     |
| 3    | 5       | 4    | James Guy                 | Reino Unido   | 1:47.67 | Q     |
| 4    | 7       | 2    | Jan Świtkowski            | Polónia       | 1:48.09 | Q     |
| 5    | 5       | 3    | Filippo Megli             | Itália        | 1:48.15 | Q     |
| 6    | 6       | 6    | Velimir Stjepanović       | Sérvia        | 1:48.22 | Q     |
| 7    | 6       | 5    | Mikhail Dovgalyuk         | Rússia        | 1:48.24 | Q     |
| 8    | 6       | 2    | Jacob Heidtmann           | Alemanha      | 1:48.34 | Q     |
| 9    | 5       | 2    | Felix Auböck              | Áustria       | 1:48.37 | Q     |
| 10   | 7       | 1    | Denis Loktev              | Israel        | 1:48.42 | Q     |
| 11   | 6       | 4    | Duncan Scott              | Reino Unido   | 1:48.53 | Q     |
| 12   | 6       | 7    | Jonathan Atsu             | França        | 1:48.62 | Q     |
| 13   | 6       | 9    | Maarten Brzoskowski       | Países Baixos | 1:48.72 | Q     |
| 14   | 7       | 8    | Nils Liess                | Suíça         | 1:49.00 | Q     |
| 15   | 6       | 3    | Calum Jarvis              | Reino Unido   | 1:49.19 |       |
| 16   | 5       | 6    | Viacheslav Andrusenko     | Rússia        | 1:49.21 |       |
| 17   | 5       | 5    | Kacper Majchrzak          | Polónia       | 1:49.23 | Q     |
| 18   | 7       | 7    | Kyle Stolk                | Países Baixos | 1:49.34 | Q     |
| 19   | 7       | 6    | Nándor Németh             | Hungria       | 1:49.41 |       |
| 19   | 7       | 9    | Robin Hanson              | Suécia        | 1:49.41 |       |
| 21   | 7       | 0    | Alexandre Marcourt        | Bélgica       | 1:49.46 |       |
| 22   | 5       | 9    | Matteo Ciampi             | Itália        | 1:49.47 |       |
| 23   | 3       | 5    | Álex Rámos                | Espanha       | 1:49.50 |       |
| 24   | 3       | 4    | Jan Hołub                 | Polónia       | 1:49.55 |       |
| 25   | 5       | 8    | Roman Fuchs               | França        | 1:49.61 |       |
| 26   | 5       | 1    | Jordan Pothain            | França        | 1:49.62 |       |
| 27   | 6       | 0    | César Castro Valle        | Espanha       | 1:49.63 |       |
| 28   | 4       | 1    | Thomas Thijs              | Bélgica       | 1:49.69 |       |
| 29   | 4       | 5    | Mattia Zuin               | Itália        | 1:49.72 |       |
| 30   | 3       | 8    | Erge Can Gezmiş           | Turquia       | 1:49.88 |       |
| 31   | 3       | 1    | Miguel Nascimento         | Portugal      | 1:49.90 |       |
| 32   | 6       | 1    | Martin Malyutin           | Rússia        | 1:49.97 |       |
| 33   | 4       | 2    | Stan Pijnenburg           | Países Baixos | 1:50.02 |       |
| 34   | 3       | 0    | Alexander Trampitsch      | Áustria       | 1:50.06 |       |
| 35   | 5       | 7    | Cameron Kurle             | Reino Unido   | 1:50.08 |       |
| 35   | 3       | 6    | Daniel Namir              | Israel        | 1:50.08 |       |
| 37   | 3       | 2    | Kregor Zirk               | Estónia       | 1:50.21 |       |
| 38   | 3       | 3    | Marc Sánchez              | Espanha       | 1:50.22 |       |
| 39   | 4       | 8    | Miguel Durán              | Espanha       | 1:50.31 |       |
| 40   | 4       | 6    | Lorenz Weiremans          | Bélgica       | 1:50.35 |       |
| 41   | 4       | 3    | Dion Dreesens             | Países Baixos | 1:50.47 |       |
| 42   | 4       | 0    | Sebastien De Meulemeester | Bélgica       | 1:50.52 |       |
| 43   | 4       | 7    | Gustaf Dahlman            | Suécia        | 1:50.53 |       |
| 44   | 4       | 9    | Adam Paulsson             | Suécia        | 1:50.74 |       |
| 45   | 6       | 8    | Jordan Sloan              | Irlanda       | 1:50.76 |       |
| 46   | 4       | 4    | Stefano Di Cola           | Itália        | 1:51.06 |       |
| 47   | 3       | 7    | Markus Lie                | Noruega       | 1:51.10 |       |
| 48   | 2       | 3    | Bence Biczó               | Hungria       | 1:51.12 |       |
| 49   | 2       | 8    | Batuhan Hakan             | Turquia       | 1:51.76 |       |
| 50   | 2       | 5    | Filip Zelić               | Croácia       | 1:52.18 |       |
| 51   | 2       | 4    | Tomas Sungaila            | Lituânia      | 1:53.17 |       |
| 52   | 2       | 7    | Irakli Revishvili         | Geórgia       | 1:54.58 |       |
| 53   | 3       | 9    | Yonatan Batsha            | Israel        | 1:54.62 |       |
| 54   | 2       | 6    | Doğa Çelik                | Turquia       | 1:54.91 |       |
| 55   | 2       | 2    | Andri Aedma               | Estónia       | 1:55.10 |       |
| 56   | 2       | 1    | Nikita Tsernosev          | Estónia       | 1:55.11 |       |
| 57   | 2       | 9    | Cristian Santi            | San Marino    | 1:59.05 |       |
| 58   | 1       | 5    | Franc Aleksi              | Albânia       | 1:59.23 |       |
| 59   | 1       | 4    | Gianluca Pasolini         | San Marino    | 1:59.36 |       |
| 60   | 2       | 0    | Matthew Galea             | Malta         | 2:00.65 |       |
| 61   | 1       | 6    | Dren Ukimeraj             | Kosovo        | 2:03.04 |       |
| 62   | 1       | 3    | Dijon Kadriju             | Kosovo        | 2:05.00 |       |
| 63   | 7       | 5    | Dominik Kozma             | Hungria       | DNS     | DNS   |

### Semifinal
Esses foram os resultados das semifinais. 
Semifinal 1
| Pos. | Raia | Nadador              | Nacionalidade | Tempo   | Notas |
| ---- | ---- | -------------------- | ------------- | ------- | ----- |
| 1    | 4    | Mikhail Vekovishchev | Rússia        | 1:46.70 | Q     |
| 2    | 6    | Jacob Heidtmann      | Alemanha      | 1:46.83 | Q     |
| 3    | 3    | Velimir Stjepanović  | Sérvia        | 1:46.84 | Q     |
| 4    | 5    | Jan Świtkowski       | Polónia       | 1:47.77 |       |
| 5    | 2    | Denis Loktev         | Israel        | 1:48.48 |       |
| 6    | 7    | Jonathan Atsu        | França        | 1:48.62 |       |
| 7    | 8    | Kyle Stolk           | Países Baixos | 1:48.63 |       |
| 8    | 1    | Nils Liess           | Suíça         | 1:48.76 |       |

Semifinal 2
| Pos. | Raia | Nadador             | Nacionalidade | Tempo   | Notas |
| ---- | ---- | ------------------- | ------------- | ------- | ----- |
| 1    | 4    | Danas Rapšys        | Lituânia      | 1:45.33 | Q     |
| 2    | 5    | James Guy           | Reino Unido   | 1:46.44 | Q     |
| 3    | 6    | Mikhail Dovgalyuk   | Rússia        | 1:46.69 | Q     |
| 4    | 3    | Filippo Megli       | Itália        | 1:46.70 | Q     |
| 5    | 7    | Duncan Scott        | Reino Unido   | 1:46.97 | Q     |
| 6    | 8    | Kacper Majchrzak    | Polónia       | 1:47.64 |       |
| 7    | 2    | Felix Auböck        | Áustria       | 1:47.81 |       |
| 8    | 1    | Maarten Brzoskowski | Países Baixos | 1:49.33 |       |

### Final
Esse foi o resultado da final. 
| Pos.              | Raia | Nadador              | Nacionalidade | Tempo   | Notas |
| ----------------- | ---- | -------------------- | ------------- | ------- | ----- |
| Medalha de ouro   | 8    | Duncan Scott         | Reino Unido   | 1:45.34 |       |
| Medalha de prata  | 4    | Danas Rapšys         | Lituânia      | 1:46.07 |       |
| Medalha de bronze | 3    | Mikhail Dovgalyuk    | Rússia        | 1:46.15 |       |
| 4                 | 5    | James Guy            | Reino Unido   | 1:46.20 |       |
| 5                 | 2    | Filippo Megli        | Itália        | 1:46.60 |       |
| 6                 | 6    | Mikhail Vekovishchev | Rússia        | 1:46.79 |       |
| 7                 | 1    | Velimir Stjepanović  | Sérvia        | 1:47.00 |       |
| 8                 | 7    | Jacob Heidtmann      | Alemanha      | 1:47.26 |       |

Legenda
| Recorde mundial       | Recorde mundial (World record)               |                       | Recorde africano                      | Recorde africano (African) |                                           | Q | Classificado por posição (Qualified) |
| Recorde do campeonato | Recorde do campeonato (Championship record)  | Recorde da América    | Recorde da América (Americas)         | q                          | Classificado por melhor tempo (Qualified) |   |                                      |
| Melhor marca do ano   | Melhor marca do ano (World leading)          | Recorde asiático      | Recorde asiático (Asian)              | DNS                        | Não largou (Did not start)                |   |                                      |
| Recorde nacional      | Recorde nacional (National record)           | Recorde europeu       | Recorde europeu (European)            | DNF                        | Não terminou (Did not finish)             |   |                                      |
| Recorde pessoal       | Recorde pessoal do atleta (Personal best)    | Recorde da Oceania    | Recorde da Oceania (Oceania)          | DSQ / DQ                   | Desclassificado (Disqualified)            |   |                                      |
| Recorde da temporada  | Recorde da temporada do atleta (Season best) | Recorde sul-americano | Recorde sul-americano (South America) | NM                         | Sem marca (No mark)                       |   |                                      |